# تریستلهورن
تریستلهورن (به لاتین: Tristelhorn) یک کوه در سوئیس است که در کانتون گراوبوندن واقع شده‌است. تریستلهورن ۳٬۱۱۴ متر بالاتر از سطح دریا واقع شده‌است.